# تسیفوتا
تسیفوتا (به لاتین: Tsifota) یک منطقهٔ مسکونی در ماداگاسکار است که در مانومبو سود واقع شده‌است.